# Karl Arning
Karl Eduard Friedrich Arning (né le 10 février 1892 à Berlin et décédé le 17 novembre 1964 à Hambourg) est un Generalmajor allemand au sein de la Heer dans la Wehrmacht pendant la Seconde Guerre mondiale.
Il a reçu la croix de chevalier de la croix de fer. Cette décoration est attribuée pour un acte d'une extrême bravoure sur le champ de bataille ou un commandement avec un succès militaire certain.

## Biographie
August Schmidt s'engage le 16 septembre 1912 dans le 20e régiment d'infanterie (pl) en tant que porte-drapeau
Karl Arning est capturé par les forces soviétiques en 1945 et maintenu en captivité jusqu'en 1955.

## Décorations
- Croix de fer (1914)
  - 2e classe
  - 1re classe
- Insigne des blessés (1914)
  - en noir
- Croix d'honneur (9 mars 1935)
- Agrafe de la croix de fer (1939)
  - 2e classe (27 septembre 1939)
  - 1re classe (22 octobre 1939)
- Insigne des blessés (1939)
  - en Argent (2 septembre 1939)
- Médaille du Front de l'Est (30 juillet 1942)
- Croix allemande en or (30 avril 1943)
- Croix de chevalier de la croix de fer
  - Croix de chevalier le 11 octobre 1943 en tant que Oberst et commandant du Grenadier-Regiment 24[1]